# Microscopie électronique en transmission à haute résolution

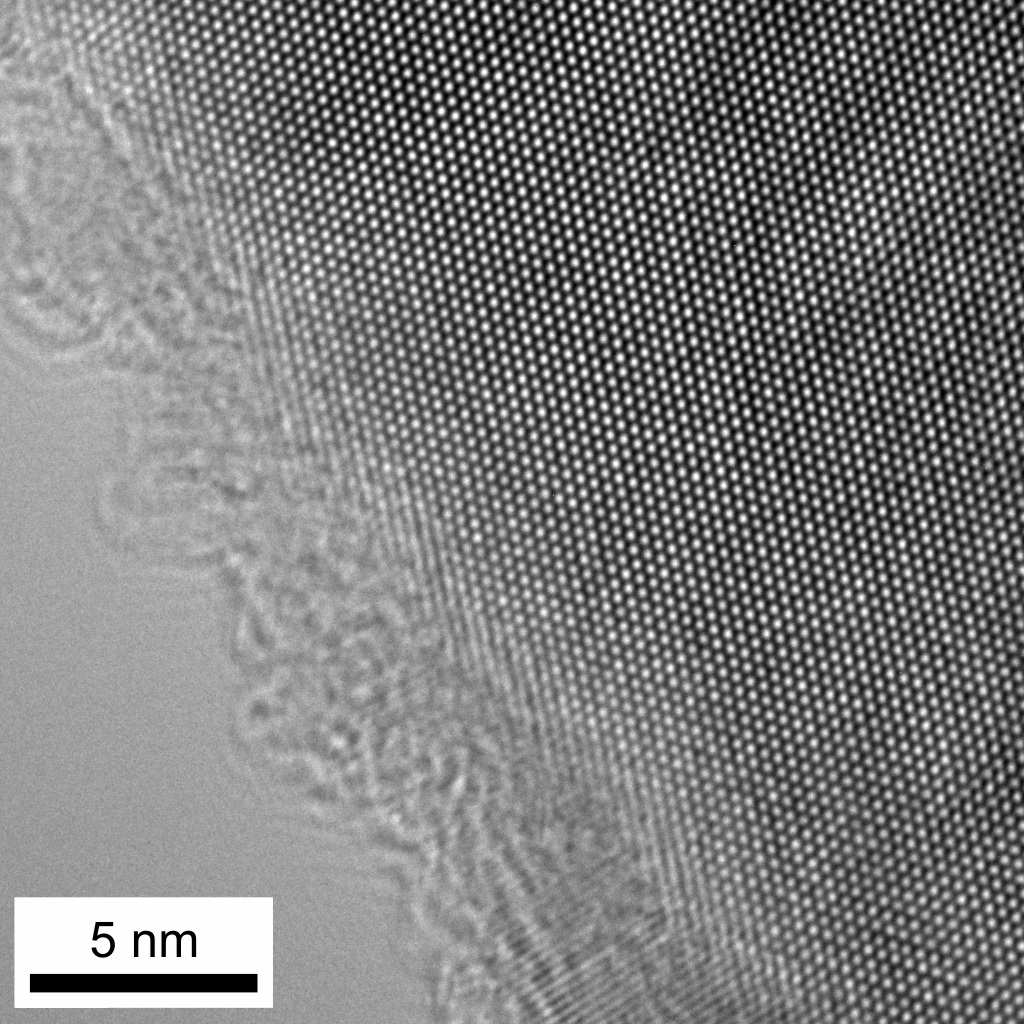
Image haute résolution d'un échantillon de magnésium.

La microscopie électronique en transmission à haute résolution (en anglais : high-resolution transmission electron microscopy ou HRTEM) est un mode d’imagerie des microscopes électroniques en transmission spécialisés qui permet d’imager directement la structure atomique des échantillons,. C’est un outil puissant pour étudier les propriétés des matériaux à l’échelle atomique, tels que les semi-conducteurs, les métaux, les nanoparticules et le carbone à liaison sp2 (par exemple, le graphène et les nanotubes de carbone). Bien que ce terme soit souvent utilisé pour désigner la microscopie électronique en transmission à balayage haute résolution, principalement en mode champ noir annulaire à angle élevé, cet article décrit principalement l’imagerie d’un objet en enregistrant la distribution bidimensionnelle de l’amplitude des ondes spatiales dans le plan de l’image, à l’instar d’un microscope optique « classique ». Pour éviter les ambiguïtés, la technique est aussi souvent appelée microscopie électronique en transmission à contraste de phase, bien que ce terme soit moins approprié. À l’heure actuelle, la résolution ponctuelle la plus élevée obtenue en microscopie électronique en transmission à haute résolution est d’environ 0,5 ångströms (0,050 nm). À ces petites échelles, les atomes individuels d’un cristal et les défauts peuvent être résolus. Pour les cristaux tridimensionnels, il est nécessaire de combiner plusieurs vues, prises sous différents angles, dans une carte 3D. Cette technique s’appelle la tomographie électronique.
L’une des difficultés de la microscopie électronique en transmission à haute résolution est que la formation de l’image repose sur le contraste de phase. Dans l’imagerie à contraste de phase, le contraste n’est pas intuitivement interprétable, car l’image est influencée par les aberrations des lentilles d’imagerie dans le microscope. Les contributions les plus importantes pour les instruments non corrigés proviennent généralement de la défocalisation et de l’astigmatisme. Ce dernier peut être estimé à partir du motif dit de l’anneau de Thon apparaissant dans le module de transformée de Fourier d’une image d’un film mince amorphe.

## Contraste et interprétation de l'image

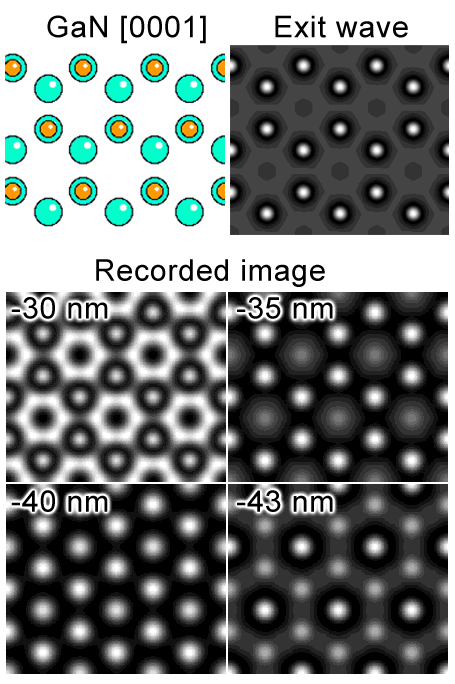
Images HRTEM simulées et enregistrées pour le GaN[0001

Le contraste d’une image de microscopie électronique en transmission à haute résolution provient de l’interférence dans le plan image de l’onde électronique avec elle-même. En raison de notre incapacité à enregistrer la phase d’une onde électronique, seule l’amplitude dans le plan image est enregistrée. Cependant, une grande partie de l’information sur la structure de l’échantillon est contenue dans la phase de l’onde électronique. Afin de la détecter, les aberrations du microscope (comme la défocalisation) doivent être réglées de manière à convertir la phase de l’onde dans le plan de sortie de l’échantillon en amplitudes dans le plan image.
L’interaction de l’onde électronique avec la structure cristallographique de l’échantillon est complexe, mais une idée qualitative de l’interaction peut facilement être obtenue. Chaque électron d’imagerie interagit indépendamment avec l’échantillon. Au-dessus de l’échantillon, l’onde d’un électron peut être approchée comme une onde plane incidente à la surface de l’échantillon. Lorsqu’il pénètre dans l’échantillon, l'électron est attiré par les potentiels atomiques positifs des noyaux d’atomes et est canalisé le long des colonnes d’atomes du réseau cristallographique (modèle d’état s). Dans le même temps, l’interaction entre l’onde électronique dans différentes colonnes d’atomes conduit à la diffraction de Bragg. La description exacte de la diffusion dynamique des électrons dans un échantillon ne satisfaisant pas l’approximation de l’objet en phase faible, qui est le cas de presque tous les échantillons réels, reste toujours le Saint Graal de la microscopie électronique. Cependant, la physique de la diffusion des électrons et de la formation des images au microscope électronique est suffisamment bien connue pour permettre une simulation précise des images au microscope électronique.
À la suite de l’interaction avec un échantillon cristallin, l’onde de sortie des électrons juste en dessous de l’échantillon φe(x,u) en fonction de la coordonnée spatiale x est la superposition d’une onde plane et d’une multitude de faisceaux diffractés avec différentes fréquences spatiales planes u (les fréquences spatiales correspondent à des angles de diffusion, ou à des distances des rayons par rapport à l’axe optique dans un plan de diffraction). Le changement de phase φe(x,u) par rapport à l'onde incidente est maximal à l’emplacement des colonnes d’atomes. L’onde de sortie passe ensuite à travers le système d’imagerie du microscope où elle subit un changement de phase supplémentaire et interfère sous forme d’onde image dans le plan image (principalement un détecteur de pixels numériques comme une caméra CCD). L’image enregistrée n’est pas une représentation directe de la structure cristallographique de l’échantillon. Par exemple, une intensité élevée peut indiquer ou non la présence d’une colonne d’atomes à cet endroit précis (voir la simulation). La relation entre l’onde de sortie et l’onde image est très non linéaire et est fonction des aberrations du microscope. Elle est décrite par la fonction de transfert du contraste.

### Fonction de transfert du contraste de phase
La fonction de transfert du contraste de phase dépend de la limitation des ouvertures et des aberrations dans les objectifs d’imagerie d’un microscope. Elle décrit leur effet sur la phase de l’onde de sortie φe(x,u) et le propage à l’onde image. À la suite de Williams et Carter, en supposant l’approximation de l'objet en phase faible (échantillon mince), alors la fonction de transfert du contraste devient :
{\displaystyle CTF(u)=A(u)E(u)2\sin(\chi (u))}
où A(u) est la fonction d’ouverture, E(u) décrit l’atténuation de l’onde en fonction de la fréquence spatiale u, et est également appelée fonction enveloppe. χ(u) est une fonction des aberrations du système optique électronique.
Le dernier terme sinusoïdal de la fonction de transfert du contraste déterminera le signe avec lequel les composantes de fréquence u entreront dans le contraste de l'image finale. Si l’on ne tient compte que de l'aberration sphérique au troisième ordre et de la défocalisation, la fonction χ est symétrique en rotation autour de l’axe optique du microscope et ne dépend donc que du module u = |u|, et est donnée par :
{\displaystyle \chi (u)={\frac {\pi }{2}}C_{s}\lambda ^{3}u^{4}+\pi \Delta f\lambda u^{2}}
où Cs est le coefficient d'aberration sphérique, λ est la longueur d'onde des électrons et Δf est la défocalisation. En microscopie électronique en transmission, la défocalisation peut être facilement contrôlée et mesurée avec une grande précision. Ainsi, on peut facilement modifier la forme de la fonction de transfert du contraste en défocalisant l'échantillon. Contrairement aux applications optiques, la défocalisation peut accroître la précision et l'interprétabilité des micrographies.
La fonction d'ouverture coupe les faisceaux diffractés au-dessus d'un certain angle critique (donné par la pièce polaire de l'objectif par exemple), limitant de fait la résolution atteignable. Cependant c'est la fonction enveloppe E(u) qui atténue généralement le signal des faisceaux diffractés à des angles élevés, et impose un maximum à la fréquence spatiale transmise. Ce maximum détermine la résolution maximale atteignable avec un microscope et est appelé limite d'information. E(u) peut être décrit comme le produit d'enveloppes simples :
{\displaystyle E(u)=E_{s}(u)E_{c}(u)E_{d}(u)E_{v}(u)E_{D}(u),\,}
provenant de :
Es(u) : étalement angulaire de la source
Ec(u) : aberration chromatique
Ed(u) : dérive de l'échantillon
Ev(u) : vibrations de l'échantillon
ED(u) : détecteur
La dérive et les vibrations de l’échantillon peuvent être minimisées dans un environnement stable. C’est généralement l'aberration sphérique Cs qui limite la cohérence spatiale et définit Es(u) et c'est l'aberration chromatique Cc, ainsi que les instabilités de courant et de tension qui définissent la cohérence temporelle dans Ec(u). Ces deux enveloppes déterminent la limite d’information en atténuant le transfert du signal dans l’espace de Fourier en fonction de la fréquence spatiale croissante u :
{\displaystyle E_{s}(u)=\exp \left[-\left({\frac {\pi \alpha }{\lambda }}\right)^{2}\left({\frac {\delta \mathrm {X} (u)}{\delta u}}\right)^{2}\right]=\exp \left[-\left({\frac {\pi \alpha }{\lambda }}\right)^{2}(C_{s}\lambda ^{3}u^{3}+\Delta f\lambda u)^{2}\right],}
où α est le demi-angle du pinceau de rayons éclairant l'échantillon. De façon évidente, si l'aberration d'onde (représentée ici par Cs et Δf) disparaissait, cette fonction enveloppe serait une constante. Dans le cas d'un microscope électronique en transmission non corrigé avec un Cs fixe, l'atténuation due à cette fonction enveloppe peut être minimisée en optimisant la défocalisation avec laquelle l'image est enregistrée (défocalisation de Lichte).
La fonction enveloppe temporelle peut s'exprimer comme :
{\displaystyle E_{c}(u)=\exp \left[-{\frac {1}{2}}\left(\pi \lambda \delta \right)^{2}u^{4}\right]}
Ici, δ est l'étalement focal avec l'aberration chromatique Cc comme paramètre :
{\displaystyle \delta =C_{c}{\sqrt {4\left({\frac {\Delta I_{\text{obj}}}{I_{\text{obj}}}}\right)^{2}+\left({\frac {\Delta E}{V_{\text{acc}}}}\right)^{2}+\left({\frac {\Delta V_{\text{acc}}}{V_{\text{acc}}}}\right)^{2}}},}
Les termes {\displaystyle \Delta I_{\text{obj}}/I_{\text{obj}}} et {\displaystyle \Delta V_{\text{acc}}/V_{\text{acc}}} représentent respectivement les instabilités du courant total dans les lentilles magnétiques et de la tension d'accélération. {\displaystyle \Delta E/V_{\text{acc}}} est la dispersion de l'énergie des électrons émis par la source.

### Défocalisation optimale en microscopie électronique en transmission haute résolution

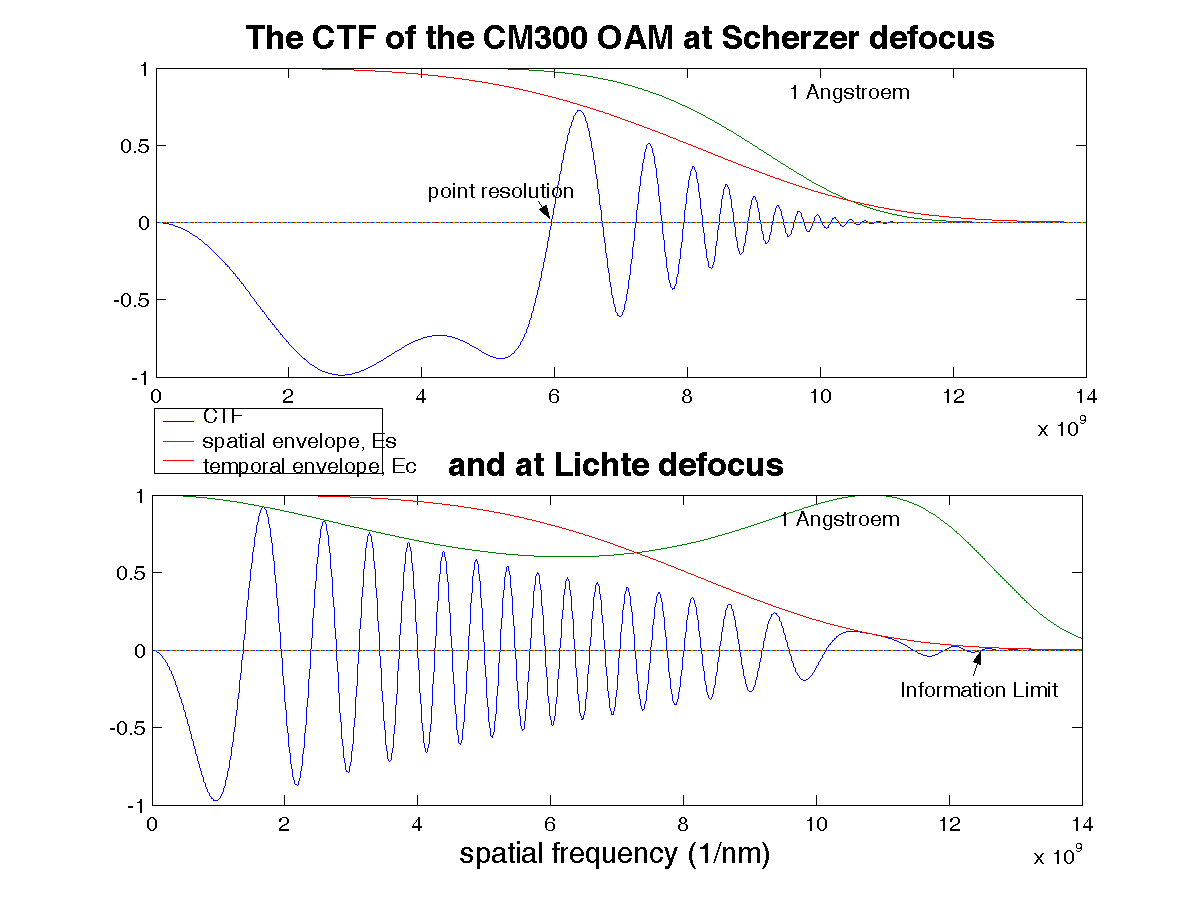
Fonction de transfert du contraste (CTF) du microscope OAM CM300 du laboratoire NCEM : défocalisation de Scherzer (en haut), défocalisation de Lichte (en bas).

Le choix de la défocalisation optimale est crucial pour exploiter pleinement les capacités d’un microscope électronique en mode microscopie électronique en transmission haute résolution. Cependant, il n’y a pas de réponse simple quant à savoir laquelle est la meilleure.
Dans la focalisation gaussienne, on règle le flou à zéro, l’échantillon est net. En conséquence, le contraste dans le plan image tire ses composantes de l’image de la zone minimale de l’échantillon, le contraste est localisé (pas de flou et de chevauchement des informations provenant d’autres parties de l’échantillon). La fonction de transfert de contraste devient une fonction qui oscille rapidement avec Csu4. Cela signifie que pour certains faisceaux diffractés de fréquence spatiale u, la contribution au contraste dans l'image enregistrée sera inversée, ce qui rend l’interprétation de l’image difficile.

#### Défocalisation de Scherzer
Dans la défocalisation de Scherzer, on cherche à contrer le terme en u4 par le terme parabolique Δfu2 de χ(u). Ainsi, en choisissant la bonne valeur de défocalisation Δf, on aplatit χ(u) et on crée une large bande dans laquelle les faibles fréquences spatiales u sont transférées dans l'intensité de l'image avec une phase similaire. En 1949, Scherzer (en) montra que la défocalisation optimale dépend des propriétés du microscope telles que l'aberration sphérique Cs et la tension d'accélération (par le biais de λ) de la façon suivante :
{\displaystyle \Delta f_{\text{Scherzer}}=-1.2{\sqrt {C_{s}\lambda }}\,}
où le facteur 1,2 définit la défocalisation de Scherzer étendue. Pour le microscope CM300 du NCEM aux États-Unis, Cs = 0,6 mm et une tension d'accélération de 300 keV (λ = 1,97 pm) donnent ΔfScherzer = -41,25 nm.
La résolution ponctuelle d'un microscope est définie comme la fréquence spatiale ures où la fonction de transfert du contraste croise l'axe des abscisses pour la première fois. Avec la défocalisation de Scherzer, cette valeur est maximisée :
{\displaystyle u_{\text{res}}({\text{Scherzer}})=0.6\lambda ^{3/4}C_{s}^{1/4}}
ce qui correspond à 6,1 nm-1 sur le microscope CM300. Les contributions ayant une fréquence spatiale supérieure à la résolution ponctuelle peuvent être filtrées avec une ouverture appropriée, conduisant à des images facilement interprétables au prix d'une forte perte d'informations.

#### Défocalisation de Gabor
La défocalisation de Gabor est utilisée en holographie électronique où l'amplitude et la phase de l'onde image sont enregistrées. On veut donc miminiser la diaphonie entre les deux. La défocalisation de Gabor peut être exprimée en fonction de la défocalisation de Scherzer par :
{\displaystyle \Delta f_{\text{Gabor}}=0.56\Delta f_{\text{Scherzer}}}

#### Défocalisation de Lichte
Pour exploiter tous les faisceaux transmis à travers le microscope jusqu'à la limite d'information, on s'appuie sur une méthode complexe appelée reconstruction de l'onde de sortie qui consiste à inverser mathématiquement l'effet de la fonction de transfert du contraste pour reconstruire l'onde de sortie originale φe(x,u). Pour maximiser la transmission de l'information, Hannes Lichte a proposé en 1991 une défocalisation d'une nature fondamentalement différente de la défocalisation de Scherzer : comme l'amortissement de la fonction enveloppe évolue comme la dérivée première de χ(u), Lichte a proposé une défocalisation minimisant le module de dχ(u)/du :
{\displaystyle \Delta f_{\text{Lichte}}=-0.75C_{s}(u_{\max }\lambda )^{2}}
où umax est la fréquence spatiale maximale transmise. Pour le microscope CM300 avec une limite d'information de 0,8 Å, la défocalisation de Lichte se situe à -272 nm.

### Reconstruction de l'onde de sortie

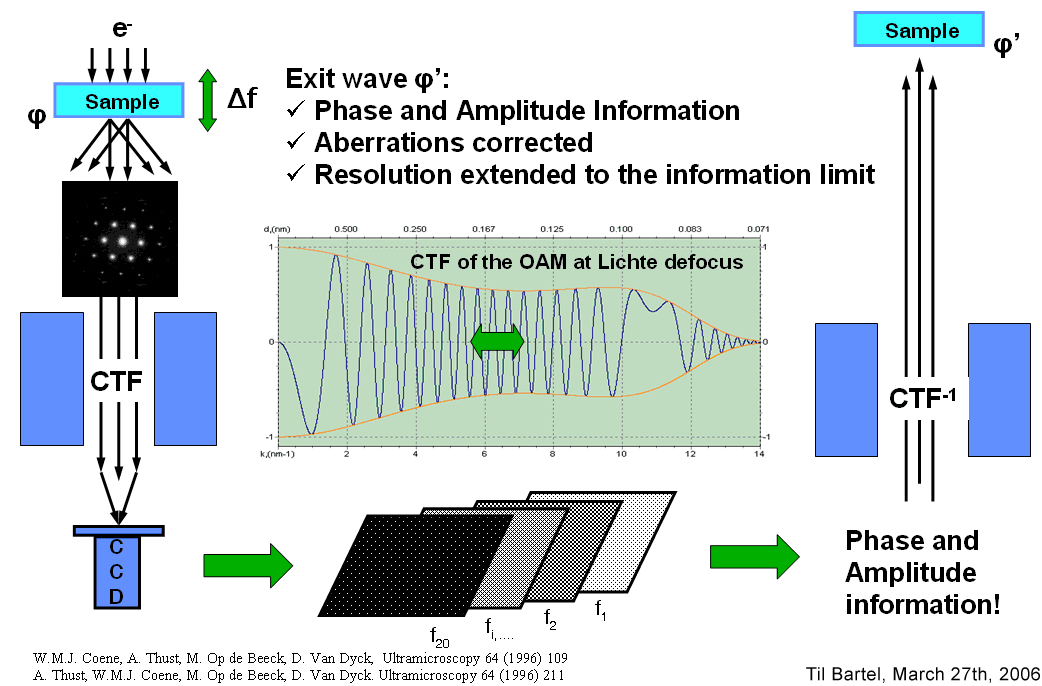
Reconstruction de l'onde de sortie par la méthode des séries focales.

Pour remonter à φe(x,u), l'onde dans le plan image est rétro-propagée numériquement vers l'échantillon. Si toutes les propriétés du microscope sont bien connues, il est possible de récupérer l'onde de sortie réelle avec une très grande précision.
Cependant, il faut d'abord mesurer l'amplitude et la phase de l'onde électronique dans le plan image. Comme nos instruments n'enregistrent que les amplitudes, il faut utiliser une méthode alternative pour récupérer la phase. Actuellement, il existe deux méthodes :
- L'holographie, qui a été développée par Gabor spécialement pour des applications de microscopie électronique en transmission, utilise un prisme (plus précisément un biprisme de Möllenstedt, nommé d’après Gottfried Möllenstedt (de)) pour diviser le faisceau en un faisceau de référence et un second passant à travers l'échantillon. Les changements de phase entre les deux sont ensuite traduits par de petits décalages du réseau d'interférence, ce qui permet à la fois de récupérer la phase et l'amplitude de l'onde interférente.
- La méthode des séries focales tire parti du fait que la fonction de transfert du contraste dépend de la mise au point. Une série d'environ 20 images est prise dans les mêmes conditions d'imagerie à l'exception de la mise au point qui est incrémentée entre chaque prise. Avec la connaissance exacte de la fonction de transfert du contraste, la série permet de calculer  φe(x,u) (voir figure).

Les deux méthodes étendent la résolution ponctuelle du microscope au-delà de la limite d'information, qui est la résolution la plus élevée pour une machine donnée. La valeur idéale de défocalisation pour ce type d'imagerie est connue sous le nom de défocalisation de Lichte et est usuellement négative de plusieurs centaines de nanomètres.